# كأس الاتحاد الإنجليزي 2024–25
كأس الاتحاد الإنجليزي 2024–25 (بالإنجليزية: 2024–25 FA Cup) هو الموسم الرابع والأربعين بعد المائة من مسابقة كأس الاتحاد الإنجليزي، أقدم بطولة كرة قدم في العالم. يتم رعايتها من قبل طيران الإمارات وتعرف باسم كأس الإمارات لكرة القدم لأغراض الرعاية. كأس الاتحاد الإنجليزي هو المسابقة المحلية الرئيسية لفرق كرة القدم للرجال في إنجلترا.
بدأت التصفيات المؤهلة في 3 أغسطس 2024، على أن تبدأ البطولة الرسمية في 2 نوفمبر 2024. ستقام المباراة النهائية على ملعب ويمبلي في لندن، في 17 مايو 2025.
تم لعب النهائي في ملعب ويمبلي، لندن، في 17 مايو 2025. فاز كريستال بالاس بالبطولة لأول مرة، بعد تغلبه على مانشستر سيتي في النهائي، محققًا بذلك أول لقب كبير له على الإطلاق. وبصفته الفائز، تأهل كريستال بالاس إلى مرحلة الدوري في الدوري الأوروبي 2025–26، بالإضافة إلى حصوله على حق اللعب ضد أبطال الدوري الإنجليزي الممتاز 2024–25، ليفربول في درع المجتمع الإنجليزي 2025. بالنسبة لمانشستر سيتي، كانت هذا هو المشاركة الثالثة على التوالي في نهائي كأس الاتحاد الإنجليزي، والهزيمة الثانية على التوالي.
خرج حامل اللقب السابق حامل اللقب السابق نادي مانشستر يونايتد، على يد فولهام في الجولة الخامسة.